# Sarsi
Los sarsi son una tribu de lengua Na-dené, cuyo nombre procedía del blackfoot sa-akhsi y quería decir “no bueno”, posiblemente porque no eran algonquinos, o bien porque eran “protegidos”. Se hacían llamar Tsuu t’ina.

## Localización
Vivían en las orillas de los lagos Athabasca y Saskatchewan, en la provincia de Saskatchewan (Canadá). Actualmente viven en la reserva Sarcee (Alberta).

## Demografía
En 1980 había unos 600, de los cuales sólo 75 hablaban su lengua. Según el censo canadiense de 2000, había 1.985 individuos en la reserva sarsi.

## Costumbres
Debido a los ataques constantes de los cree y chippewa, se aliaron con la confederación blackfoot, de la cual adoptaron su cultura de las llanuras, su organización militar en sociedades secretas y guerreras y la danza del sol.
Cultivaban tabaco, pero en general se dedicaban a la caza del búfalo. 

## Historia
Se sabe que, como las otras tribus na-dené, vivían en los Territorios del Noroeste hasta que en los siglos IX-X bajaron hacia el Norte de Saskatchewan.
Hacia el siglo XVII se movieron hacia el sur desde el Norte de Saskatchewan, hasta las llanuras de Montana y Alberta. Entonces adoptaron los caballos, la caza del búfalo y la alianza con los blackfoot.
Así mismo, fueron diezmados por las epidemias de viruela de 1836 y de 1870, y por la escarlatina de 1856. Por eso en 1877 cedieron sus tierras al gobierno de Canadá, y hacia 1880 aceptaron una reserva cerca de Calgary (Alberta) con los assiniboine y blackfoot.
Son independientes, pero muy aculturados, y la mayoría habla blackfoot o inglés.